# Jardín Botánico de Carolina del Sur
El Jardín botánico de Carolina del Sur en inglés South Carolina Botanical Garden es un jardín botánico de 295 acres de extensión, que consta de una zona de exhibición de 70 acres, un arboretum de 40 acres, y más de 90 acres de bosques y arroyos protegidos, todos ellos dependientes de la Universidad de Clemson que se encuentra en el estado de Carolina del Sur cerca de la ciudad de Clemson. 
El código de identificación del South Carolina Botanical Garden como miembro del "Botanic Gardens Conservation International" (BGCI), así como las siglas de su herbario es CLEMS.

## Localización
South Carolina Botanical Gardens, Department of Horticulture, Clemson University 150 Discovery Lane, Clemson, Pickens county-Anderson county, South Carolina SC 29634-0375 United States of America-Estados Unidos de América
Planos y vistas satelitales34°40′24.96″N 82°49′25.68″O / 34.6736000, -82.8238000.
Está abierto a diario al público sin cargo.

## Historia

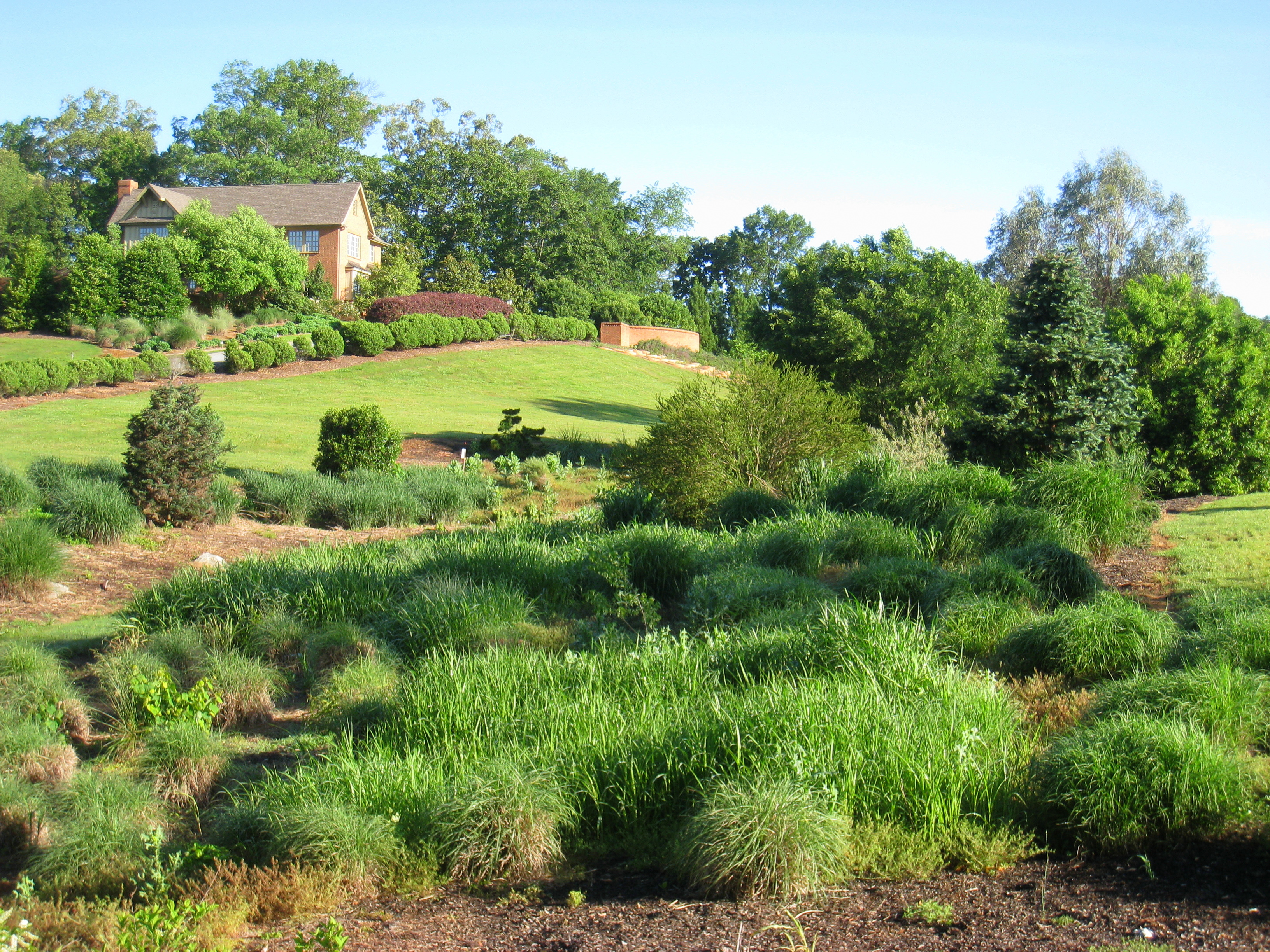
Vista del Jardín Botánico de Carolina del Sur.

Los jardines son el lugar donde se encuentra la histórica Casa de Hannover, que es una casa de principios del siglo XVIII construida en las tierras bajas de Carolina del Sur y trasladada al campus de Clemson. 
También tiene una aldea de pioneros donde nos muestra una cabaña de troncos que se utilizaba para la caza, que fue construida originalmente en el 1825 en el área de Seneca (Carolina del Sur).
El jardín botánico fue fundado en 1957 y depende administrativamente de la Universidad de Clemson. 
Este jardín tiene senderos de naturaleza, caminos, charcas, arroyos, arbolados, jardines de ensayo, el « museo de geología Bob Campbell », y el « Fran Hanson Discovery Center » , que tiene objetos expuestos de los artistas locales. Está abierto al público todos los días de la semana.

## Colecciones
Los jardines de exhibición están compuestos de las siguientes secciones: 
- « Roland Schoenike Arboretum » este arboreto alberga una gran colección de árboles y arbustos. Con colecciones de Ilex, Rhododendron, y Camellias.
- « Lake & Hills Butterfly Garden » (Jardín de Mariposas de las Colinas y del Lago), este jardín proporciona en medio ambiente necesario para mantener el ciclo vital de las mariposas, con un sendero interpretativo. .
- «  Jack Miller Dwarf Conifer Garden », esta es una colección de coníferas enanas que se adaptan al clima imperante en la región del sureste.

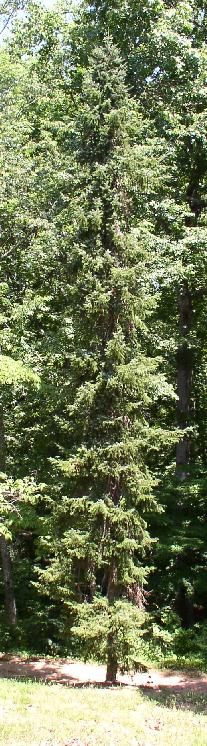
Picea omorika en el arboretum del Jardín Botánico de Carolina del Sur.

- « Ethnobotany Garden », el Jardín Etnobotánico, es parte del « Children's Garden » (jardín de los niños), y alberga una colección de hierbas y plantas medicinales que además forman un conjunto paisajista armónico.
- « Flower Display Garden » (Jardín de Exhibición de Plantas) una exuberante combinación de colores y formas de estas plantas de flor.
- « Foothills Perennial Garden » (Jardín de Plantas Perennes de las Colinas), este jardín está diseñado y mantenido por los miembros del « Foothills Garden Club ».
- « Heirloom Vegetable Garden » (Jardín de Vegetales de la Herencia), este jardín se encuentra situado adyacente a la « Hanover House », antigua mansión de una Hacienda, y en los 4 acres de esta sección hay plantaciones de los vegetales que se solían cultivar tal como maíz, okra, algodón, procedentes de las semillas que se han estado utilizando durante generaciones. Estas semillas están disponibles en la tienda de regalos del jardín.
- « Charles and Betty Cruickshank Hosta Garden » es una colección de especies y cultivares de Hosta que está reconocida por la American Hosta Society, y ha ganado varios galardones por su extensa colección de plantas de hosta. Además hay una serie de plantas perennes que producen la necesaria sombra para estas plantas y una cascada que les proporciona un ambiente húmedo.
- « Gwen Heusel Nature Trail » (Senda de la Naturaleza de Gwen Heusel), es un tranquilo sendero a lo largo de la frontera meridional del jardín bajo la sombra de grandes árboles maderables, que permite que los visitantes aprendan y experimenten como interaccionan entre sí las plantas nativas silvestres.
- « Pollinator Border », (Arriate de los Polinizadores), es un jardín situado delante del « Hanson Nature Learning Center ». Sus coloridas combinaciones de flores son un ejemplo fabuloso de como las plantas hacen para atraer a las mariposas de polinización y los pájaros para hacer su fecundación y que un jardín se pueda reproducir y prosperar.
- « Van Blaricom Xeriscape Garden », es un jardín Xeriscape, donde se tiene especial cuidado en la selección de las plantas expuestas que sean resistentes a la sequía, para hacer un uso eficiente del agua.